# Seč (okres Plzeň-jih)
Obec Seč (dříve také Seteč, přídavné jméno setecký, německy Setsch) se nachází v okrese Plzeň-jih, kraj Plzeňský. Leží v údolí zhruba 20 km jižně od města Plzně a 3 km západně od města Blovice. Žije zde 330 obyvatel. Obec se nachází nedaleko silničního tahu Plzeň – České Budějovice.

## Historie

### Sídlo vladyků ze Setče
První písemná zmínka o obci Seč pochází z roku 1319, kdy jsou zmiňováni vladykové Oldřich a Předík ze Setče. V roce 1358 je poprvé ve vsi zmíněn farní kostel pod patronátem místních vladyků. V roce 1403 se jeden z těchto šlechticů, Oldřich ze Setče, stal seteckým farářem a později dokonce děkanem rokycanského kraje. Další z členů rodiny, Jan ze Setče, byl ve stejné době plzeňským arciděkanem. Je pravděpodobné, že kostel a vladycké sídlo v této době tvořily společný opevněný celek.

### Důsledky válek
Roku 1437 je v Seči naposledy zmíněn vladyka Přech ze Setče. V dalších desetiletích se v držení Seče vystřídala řada drobných vladyků, přičemž si tento statek nárokovali také majitelé nedalekého hradu Vlčtejna. Koncem 15. století je například doloženo přepadení dvora v Seči, patřícího Václavovi z Pejru, Bořivojem z Donína, majitelem Vlčtejna. V první polovině 16. století se dostal setecký statek do rukou vladyků Netunických z Nebílov. Roku 1543 patřila ves vladykovi Jiříkovi Netunickému z Nebílov a na Seči. Ve stejném roce svěřil Jiřík Netunický z Nebílov statek Seč své neteři, panně Dorotě z Tryclaru a na Seči. Při dvoru je tehdy doložena vrchnostenská krčma. Stejně jako sousední vsi Blažtice a Sádek zůstávala ves Seč po husitských válkách trvale vylidněna. Blažtice a Sádek dokonce zanikly a jejich pozemky připadly částečně k Seči a částečně k nedaleké vsi Chlum. V Seči došlo ve stejné době k zániku samostatné farnosti, přičemž zdejší kostel byl připojen jako filiální k farnosti blovické.
V roce 1545 prodali bratři Jiřík a Albrecht Netuničtí z Nebílov svůj majetek v Seči, Blažticích a Sádku bratrům Zikmundovi a Václavovi z Tryclaru. V kupní smlouvě, opsané do Desk zemských, se předmět prodeje popisuje následovně: „...Seč tvrz, dvuor s poplužím a ves, Sádek ves pustau a dvuor poplužní pustej, ves pustau Blazdice a dvuor poplužní pustej s poplužím, s dědinami, lukami, lesy, porostlinami, potoky, rybníky, kurmi, vejci, robotami a poddanými a právem podacím kostelním v Seči, mlejnem, tudíž s krčmau se vším, s poustkou...“ Místní tvrz je v Seči zmíněna také v roce 1555, kdy ji Zikmund z Tryclaru společně s dalším majetkem odkazuje své manželce Anně. Část Seče – například vrchnostenská krčma – byla ale ve stejné době majetkem Kryštofa z Roupova, pána na nedalekém hradě Vlčtejn. Mezi Kryštofem z Roupova a vladyky z Tryclaru pokračovaly v polovině 16. století spory kvůli oboustranným majetkovým nárokům na setecký vrchnostenský dvůr. V roce 1588 prodal Kryštof z Roupova vlčtejnské panství Janu Hradišťskému z Hořovic. Prostřednictvím dcery Markéty přešlo celé vlčtejnské panství po Janově smrti na jeho zetě Petra Tobiáše Karla ze Svárova. V této době patřila již k Vlčtejnu pravděpodobně celá Seč, včetně tvrze a dvora.

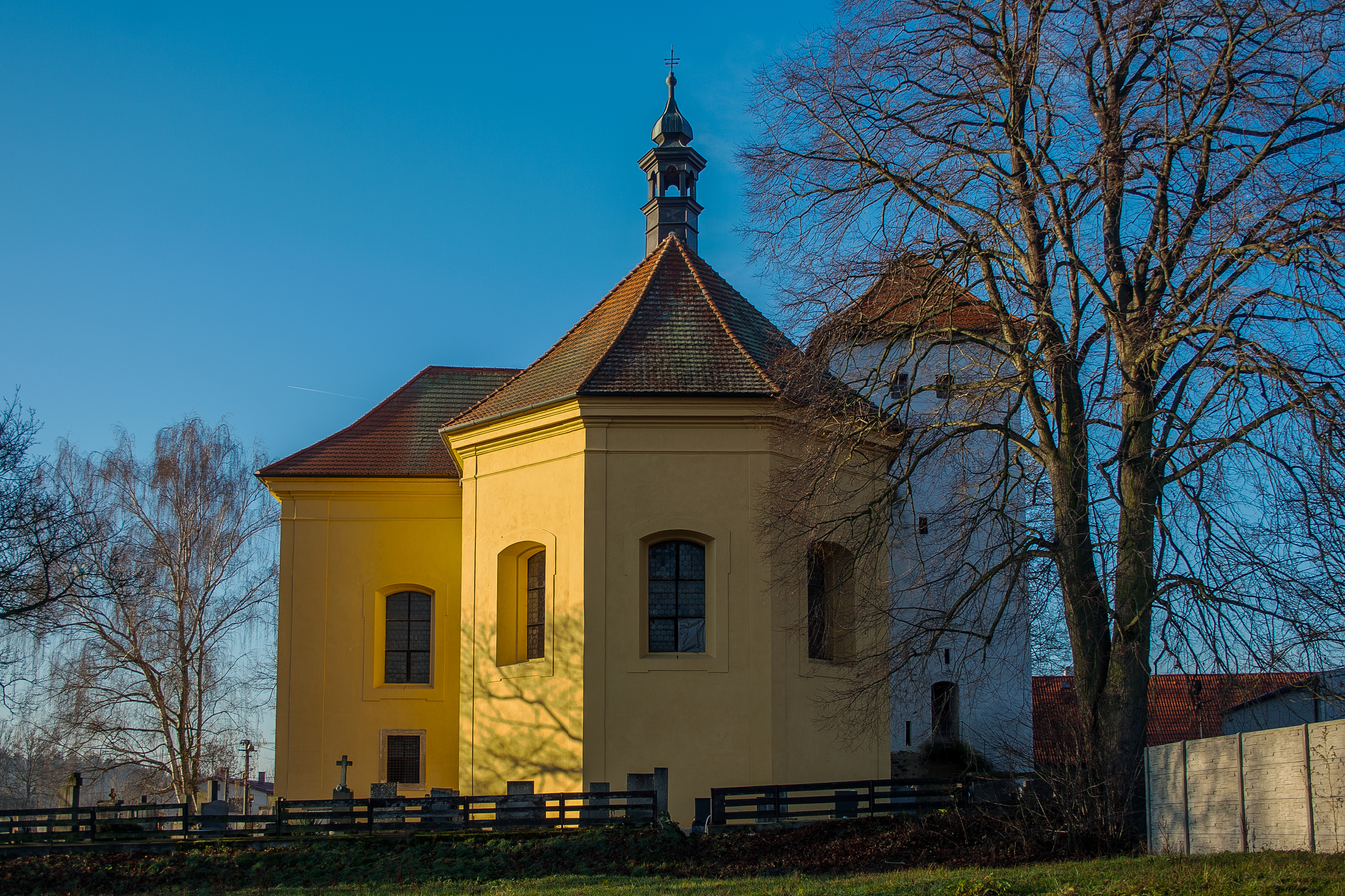
Kostel Nanebevzetí Panny Marie – presbytář a středověká zvonice

Během třicetileté války byla Seč majetkem Lidmily Karlové ze Svárova a jejího manžela Adama Laubského z Lub. V roce 1654, kdy došlo v Čechách k sepsání Berní ruly, žilo v Seči pouhých pět hospodářů – jeden půlsedlák (krčmář), dva chalupníci a dva domkáři. V dalších třinácti letech pokračoval postupný zánik obce Seč, ve vsi se během dvanácti let 1657–1669 nenarodilo žádné dítě. Někdy v této době také vyhořel středověký kostel, přičemž z něho zůstala pouze zvonice a část zdiva v prostoru presbytáře.

### Poutní místo Seč
Nejstarší zpráva o pouti v Seči u Blovic je uvedena v zápise rokycanského radního protokolu, pořízeném dne 1. října 1588 (sobota po sv. Jeronýmovi). V zápise je uvedeno, že Kateřina, manželka tymákovského pastýře, byla na zpáteční cestě ze sečské poutě u Šťáhlav chycena Vítem, poddaným rytíře Karla Kokořovce z Kokořova, a odvedena do vězení ve Šťáhlavicích. Další zmínky o Seči jako mariánském poutním místě se objevují až poté, co 16. července 1665 koupil zdejší statek od Lidmily Laubské roz. ze Svárova hrabě Pavel Morzin. Společně se Sečí nakoupil v západních Čechách dvory v Dolní Lukavici, Řenčích, Chlumčanech, Kbelnici a na Chlumu. V době baroka a rekatolizace se Seč postupně stala vyhlášeným poutním místem. Poutě sem byly pořádány také po celé nadcházející 18. století. Cílem procesí, nejprve z Dolní Lukavice a později z celého širokého okolí, byly socha a obraz Setecké madony. 158 cm vysoká gotická soška Madony ze Seče měla z doby kolem roku 1350 pro region jižního Plzeňska stejný význam jako Plzeňská madona pro město Plzeň.
Důležitý základ ke vzniku budoucího poutního místa přitom položili ještě před prodejem seteckého statku Morzinům Karlové ze Svárova, majitelé Vlčtejna. Jde především o Kryštofa Rudolfa nejstaršího Karla ze Svárova. Právě on, společně s manželkou Kateřinou Eleonorou, do kostela v roce 1659 věnoval nový poutní obraz Setecké madony. Dar, o kterém se věřilo, že je obdařen zázračnou mocí, byl opatřen následujícím textem: „Tento obraz gest od nas tuto nadepsanych manželuw w toto mjsto dany przedně ke cti a chwale Negswětegssy Rodiczky Božj a pro pamatku utikagicze se czastokrate k zazracznemo obrazu neb statui kostelyczka tohoto, že patrně a zgewně  rzycty mužem, kterak w potrzebach nassych wsselyke pomocy  w trapenich potesseny w nemocech pozdraweny a in Sumo we wsselikych nedostatcych nassych hojného Božského požehnanj skrze orodowanj týž panenky dlice w tomto swatem mjstě sau sobě wždy uprosyly a dosahly z czehož buď gmeno Božj a též kralowny ragske pochwaleno. Amen. Letha Paně 1659, 18. dne mesycze Brzezna.“
Teprve za Jana Rudolfa Morzina, v roce 1692, se podařilo obnovit samostatnou seteckou farnost. Nově zřízený farní dvůr byl pravděpodobně umístěn do míst, kde ve středověku stávalo vladycké sídlo s původní tvrzí. Středověký kostel byl v letech 1691–1737 postupně nahrazen novým, barokním chrámem. Autor plánů a stavby je neznámý, občas bývá zmiňován plzeňský stavitel Jakub Auguston nebo někdo z jeho spolupracovníků. Nový farní chrám byl počátkem 18. století zasvěcen Zázračné rodičce Boží, zároveň byl označován jako kostel Rodičky Boží Setecké nebo Panny Marie Setecké. Koncem téhož století měl již dnešní zasvěcení – Nanebevzetí Panny Marie. Do hmoty barokního chrámu byla zapracována zvonice pocházející ze staršího seteckého kostela.

### Sídlo Ferdinanda Maxmiliána Morzina

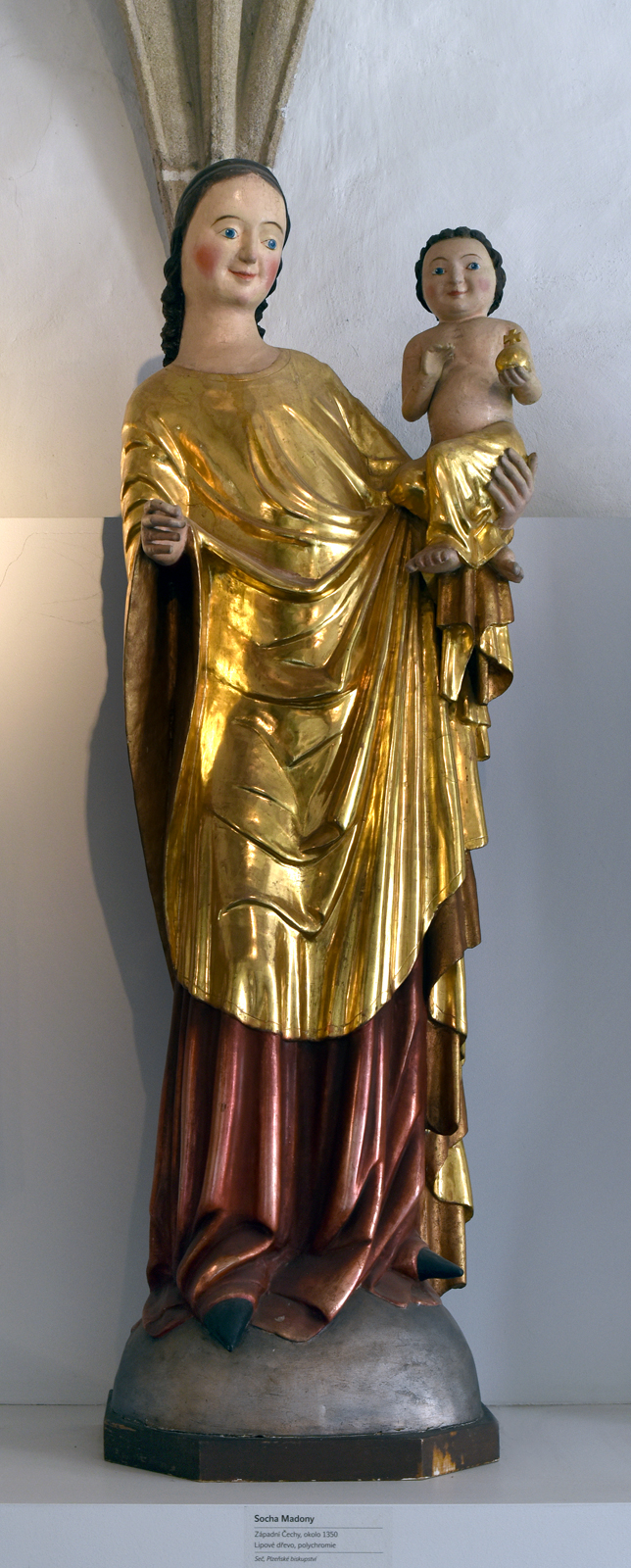
Soška Madony ze Seče v Muzeu církevního umění Plzeňské diecéze

Synovec Jana Rudolfa Morzina, Ferdinand Maxmilián, se po sňatku v roce 1714 dočasně usadil s manželkou Annou Kateřinou Novohradskou z Kolovrat na setecké tvrzi. Seč se tak po staletích opět stala samostatným šlechtickým sídlem. Šlo nejspíš o novější seteckou  tvrz, zmiňovanou poprvé v kupní smlouvě z roku 1545. Za Ferdinanda Maxmiliána Morzina jsou na seteckém dvoře doloženi šafář, forejt, hamlknecht, klíčnice, kočí, komorník a komorná, koníř, krumplířka, kuchař, kuchyňský písař, kulmistr, lokaj, obroční, pekař, sedlář a zahradník. 
V roce 1726 se Ferdinand Maxmilián Morzin s rodinou přestěhoval do Dolní Lukavice, přičemž v Seči nadále existoval významný poplužní dvůr. V první polovině 18. století na tomto dvoře sloužilo třicet lidí. Zároveň se pomalu zvyšoval počet obyvatel Seče. V první polovině 18. století zde žilo jedenáct hospodářů. V roce 1790 již bylo ve vsi šestačtyřicet domů a v roce 1833 třiapadesát domů s 358 obyvateli.
Někdejší tvrz Ferdinanda Maxmiliána Morzina byla později přestavěna na patrový zámeček, který byl kolem roku 1760 upraven na obytné přízemí a sýpkové patro s mansardovou střechou. Nachází se v západní části vsi.

### Řemesla a povolání v Seči na prahu novověku
V Seči existovala na přelomu 17. a 18. století celá řada řemesel. Zlé časy způsobené válkami přečkala pouze vrchnostenská krčma, o které máme nejstarší zmínky ve druhé polovině 16. století, a také mlýn na Velkém rybníce. Zatímco mlýn je možné najít stále na původním místě, vejsadní krčma se v průběhu 2. poloviny 17. století několikrát stěhovala. Do budovy krčmy vystavěné na náklad vrchnosti roku 1668 byla v roce 1692 umístěna obnovená setecká fara a dnes se zde nově nachází obecní úřad. Dalšími řemeslníky v Seči na přelomu 17. a 18. století byli cvokař (později kovář), kolář, kramářka, krejčí, pasák, ponocný, švec, tesař, tkadlec a zedník. Na počátku 18. století je poprvé v Seči zaznamenána škola a špitál pro čtyři chudé. Zatímco školáci se učili v chalupě panského pekaře, zvané „pekárna“ proti farnímu kostelu, pro špitál byla vystavěna samostatná budova jižně kostela. Tato budova stávala v místě dnešní odbočky silnice do Zdemyslic až do první poloviny 20. století.

### Po příchodu rodu Schönbornů
Od roku 1794 patřila Seč spolu s celým panstvím Dolní Lukavice rodu Schönbornů. Později se statek stal svěřeneckým majetkem. Karel, říšský hrabě Schönborn nejprve pronajal dvůr Seč Antonínu Klenkovi z Vlastimilu. V roce 1905 prodal Schönborn prostřednictvím inzerátu setecký statek Františku Hozmanovi, dosavadnímu nájemci velkostatku v Žihobcích, a ponechal si pouze patronát nad farním kostelem Nanebevzetí Panny Marie.

### Kaple sv. Panny Barbory

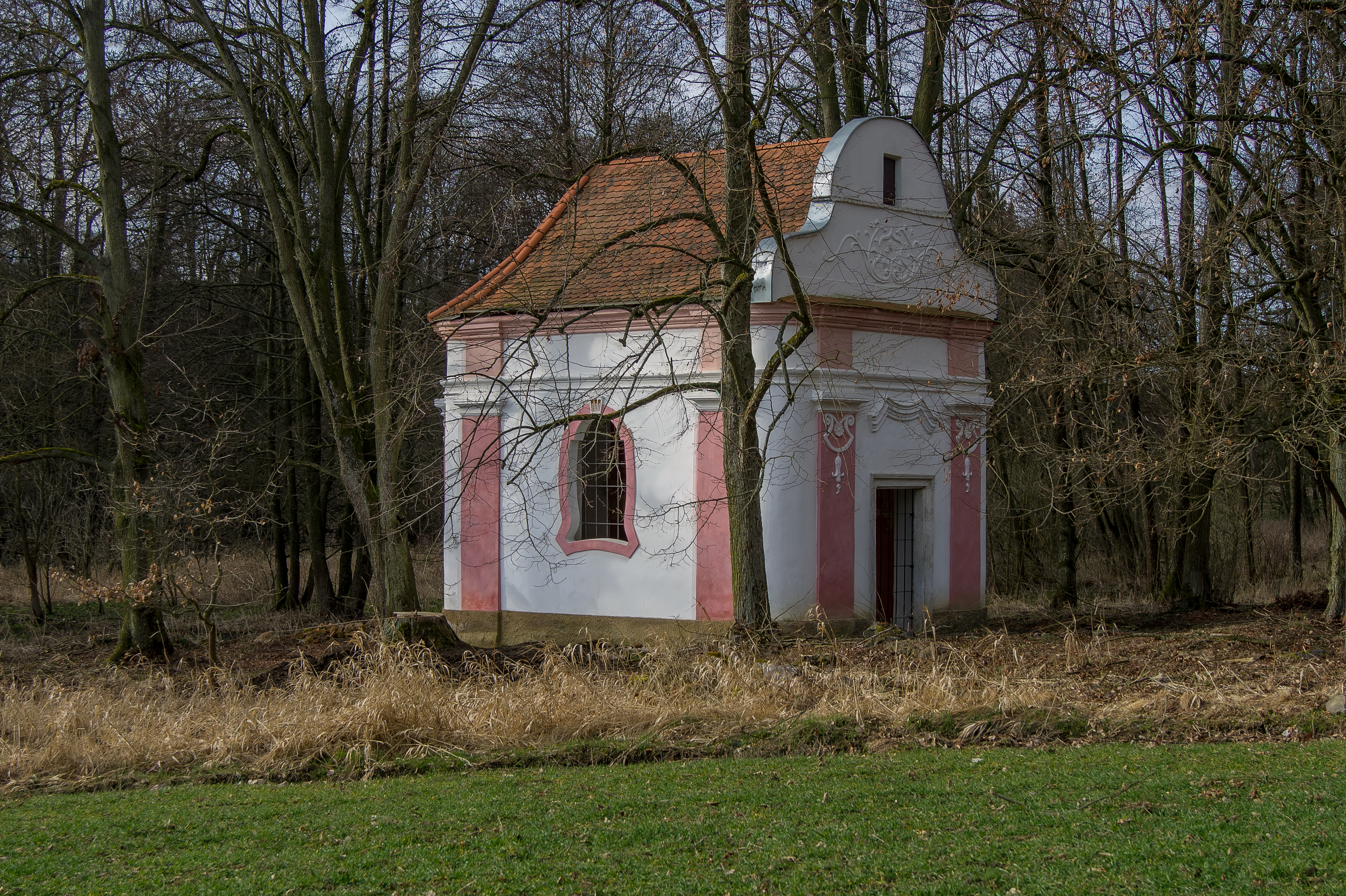
Kaple sv. Panny Barbory

V době vlády Ferdinanda Maxmiliána Morzina byla na okraji Seteckého lesa, při cestě ze Seče do Chocenického Újezda, postavena poutní barokní kaple, zasvěcená sv. Barboře. Vystavěna byla nad nezamrzajícím pramenem, kterému je přisuzována schopnost léčit oční a jiné nemoci. Od roku 1905 převzal patronát nad kapličkou nový majitel seteckého dvora, František Hozman. Rodina Hozmanových se o stavbu starala i v dalších sto letech a přes nepřízeň doby ji trpělivě obnovovala. Roku 1928 byla zavedena procesí ke sv. Barboře o svatodušním pondělí. Při založení kaple byly v jejím sousedství zřízeny dvě podružské chalupy. Do jedné z nich byl vrchností usazen poustevník, jenž měl za úkol starat se kapličku, zvonit a pečovat o poutníky, kteří místo v průběhu roku navštívili. Jméno jednoho z těchto poustevníků je známo – v setecké matrice z roku 1724 je zaznamenáno, že zemřel „Jan Moucha jinak Pečenka, někdejší chalupník sečský, nyní skutečný poustevník u sv. Panny a mučednice Barbory blíž Dobré Vody, starý okolo 60 let.“

## Pamětihodnosti
- Kostel Nanebevzetí Panny Marie – z roku 1737, na místě starší gotické stavby, z níž byla zachována zvonice a části zdiva. Bývala v něm socha Panny Marie, která je dnes vystavena v Muzeu církevního umění ve františkánském klášteře v Plzni.
- Kaple svaté Barbory – z počátku 18. století, v lese asi 1,5 km jihozápadně od centra Seče. U kaple pramení pramen, který ani při velkých mrazech nezamrzá.
- Bývalý panský hospodářský statek – z původního statku za návsí se dochoval pozůstatek tvrze ze 16. století – klasicistní patrová budova sýpky s mansardovou střechou.
- Pomník uprostřed návsi – pro tři významné historické mezníky: Pomník svobody připomínající vznik Československé republiky 28. října 1918, Pomník padlým hrdinům v I. světové válce a Pomník umučených a popravených v období II. světové války.

## Zajímavosti

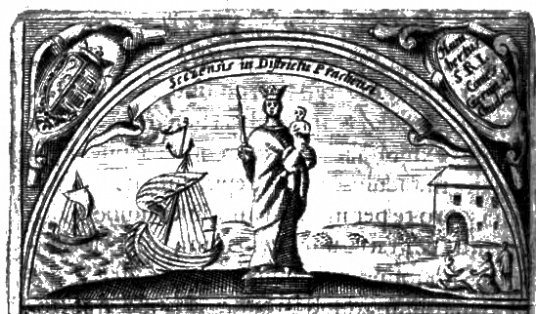
Panna Maria Setecká – ilustrace publikovaná roku 1679 ve spisu plzeňského jezuitského historika Jana Tannera

Madoně Setecké byla zasvěcena 35. kaple na Svaté cestě z Prahy do Staré Boleslavi, založené jezuity roku 1674. Reprodukce ilustrace z kaple Panny Marie Setecké se přitom zachovala ve spisu plzeňského jezuitského historika Jana Tannera z roku 1679, nazvaném Swatá cesta z Prahy do Staré Boleslawě.

## Významné osobnosti
- Karel Kress (1848–1922), inženýr vodních staveb
- Stanislav Apolín (1931–2010), český violoncellista